# Boesenbergia
Boesenbergia es un género de plantas con flores perteneciente a la familia Zingiberaceae. Comprende 90 especies descritas y de estas, solo 70 aceptadas.

## Taxonomía
El género fue descrito por Carl Ernst Otto Kuntze y publicado en Revisio Generum Plantarum 2: 685. 1891.
Etimología
Boesenbergia: nombre genérico que fue otorgado por Carl Ernst Otto Kuntze en honor de su hermana Clara y su marido Walter Boesenberg.

## Especies aceptadas
A continuación se brinda un listado de las especies del género Boesenbergia aceptadas hasta febrero de 2013, ordenadas alfabéticamente. Para cada una se indica el nombre binomial seguido del autor, abreviado según las convenciones y usos: